# Tewfik Pasha

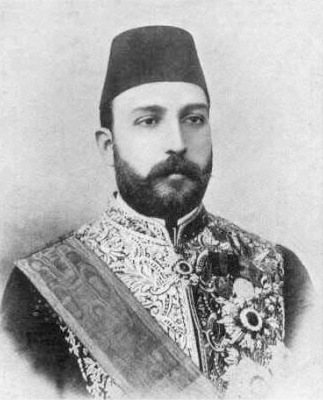
Tewfik Pasha

Muhammed Tewfik Pasha (Tawfiq của Ai Cập) (30 tháng 4/15 tháng 11 năm 1852 tại Cairo - 7 tháng 1, 1892 tại Helwan) là chúa khedive của Ai Cập và Sudan từ năm 1879 đến 1882, và là nhà cầm quyền thứ sáu của nhà Muhammad Ali.
Ông sinh ngày 15 tháng 11 năm 1852, là con trai trưởng của Isma'il Pasha. Thân mẫu ông là công chúa Shafiq-Nur. Tewfik sinh trưởng ở Ai Cập, chứ không sang châu Âu du học như các em.
Ngày 26 tháng 6 năm 1879, sau khi Isma'il bị hoàng đế nhà Ottoman cách chức theo đề nghị của Anh và Pháp, Tewfik trở thành chúa.
Vị chúa mới kế nhiệm trong khi nhà nước đang bị phá sản và bị ngoại bang kiểm soát. Ông đã ban luật không cho phép nông dân được thăng tiến thành quan chức trong nội các. Điều này khiến cho quân dân Ai Cập bất bình và một đại tá tên Ahmad Orabi phất cờ khởi nghĩa, dẫn tới việc Anh xâm chiếm Ai Cập năm 1882. Năm 1884 ông nhượng Sudan cho Anh.
Ông từ trần ngày 7 tháng 1 năm 1892 tại Điện Helwan gần Cairo, được kế nhiệm bởi con trưởng là Abbas II.